# 混全帯么九
混全帯么九（ホンチャンタイヤオチュウ）は、麻雀における役のひとつ。4面子1雀頭の全てに么九牌（一九字牌）が関わっている形。門前2翻、食い下がり1翻。別称を全帯么九（チャンタイヤオチュウ）と言い、これを略してチャンタとも呼ばれる。

## 概要
使用できるのは123の順子と789の順子、および一九字牌の対子と刻子であり、タンヤオとは正反対な手役であると言える。しかしながら、タンヤオに比べて役の構成牌、とりわけ使用できる順子が限られるため、役作りはかなり面倒である。なお、順子が含まれていない場合は、混老頭という上位の役になるため、混全帯么九には必ず順子が1つ以上含まれる。
その労力の割に2翻と価値が低いため、端牌や字牌が多く入ったような（一般に）悪い配牌の場合を除き、積極的に狙いに行くような役ではない。食い下がり役であるため副露して作ることもできるが、その場合はわずか1翻で、大きな得点には繋がりにくい。その上、副露することで手作りの幅を大きく狭めてしまうことになり、戦略に融通が利かなくなりがちである。また、メンゼンの場合も副露した場合も、最終形が辺張（ペンチャン）待ちや嵌張（カンチャン）待ちになりやすい。両門待ちになった場合は高目でしかチャンタが成立せず、安目では落胆するほど安い手になるのもこの役の特徴である。
もちろん役牌やドラを巧みに合わせることで、いくらか威力を高めることは可能である。混一色、小三元、三色同順といった役と複合し、まれに平和と複合することもある（ただし、メンゼンで雀頭を一九牌もしくは客風牌に合わせ、かつ123、789の順子のみで構成しなければならない上、両門待ちで高目の一九牌を当てた時のみに限られるので、平和との複合はあまり実戦的ではない）。
役の特色上、序盤から河に中張牌を切り出すことになるので、相手に対して、既に手が進んでいる、あるいは高い役を狙っているなど、無用の警戒を招くこともある。また、役の定義上赤五牌が使えないため、赤牌をツモってきた時点でチャンタをあきらめ方向転換するといったパターンも少なくない。配牌の時点で赤がある場合はなおさらである。
この役の上位役は2つ存在する。まず、字牌を用いない形は純全帯么九（ジュンチャン）という役となる。次に、チャンタの条件を満たした上で更に4面子が全て刻子であった場合、つまりチャンタの対々和形、ないし七対子形は、混老頭という役になる。

## 歴史
元々は字牌のあるなしにかかわらない「全帯么九」という役であったが、日本では戦後になって「純全帯么九」(純チャン)が考案されて広まったので、後に区別のために字牌を含む形を特に「混全帯么九」と言うようになった。ただし、特に区別を必要としない限りは混全帯么九は単にチャンタと呼ばれることが多い。一部ではホンチャンタと言っていることもあるが、これはチャンタと同義である。なお、中国麻雀などでは現在もチャンタと純チャンを区別していない。

## 牌姿の例
（例）メンゼンのケース
待ち。この牌姿の場合、雀頭が西ではなく老頭牌であれば純チャンになる。
（例）高目で三色同順と複合
待ちの形だが、ではチャンタにならない。ならチャンタの他に三色も成立し、ダマテンでも満貫以上になる。さらに西がオタ風の場合は平和も複合する。一方、西が役牌である場合は平和が成立せず、四索では何も役がない。
（例）副露したケース
待ち。副露した場合、役牌やドラが入っているならまだしも、それらがない場合は難しい割に1翻のみというもったいない結果に終わってしまう。この牌姿の場合、西が役牌の場合はそれが複合するが、ドラも役牌も複合しなければ30符1翻にしかならない。
（例）三暗刻もどきかつ四暗刻のイーシャンテンのケース
待ちだが、の部分は3組の暗刻とみなすこともできれば3組の順子とみなすこともできる。であがった場合は暗刻とみなせば三暗刻で2翻、順子とみなせばが客風であっても平和と一盃口でやはり同じ2翻となるが、刻子には符がつく分暗刻とみなした方が得点が高くなる。しかしであがった場合は順子とみなせばが役牌であってもチャンタと一盃口で3翻つくためこちらの方が得点が高くなる。なお、をツモれば四暗刻単騎の聴牌になる。